# Дмитриев, Алексей Иванович
Алексей Иванович Дмитриев (1924, д. Вильгурт — 1981, Серов) — советский военнослужащий, полный кавалер ордена Славы, гвардии старшина в отставке. В Рабоче-крестьянской Красной армии и Советской Армии служил с августа 1942 года по февраль 1947 года. Во время Великой Отечественной войны сражался на Южном, 4-м Украинском, 1-м Прибалтийском и 3-м Белорусском фронтах. Был дважды ранен.
Командир расчёта 45-миллиметровой пушки 9-го гвардейского стрелкового полка 3-й гвардейской стрелковой дивизии А. И. Дмитриев отличился в боях на территории Литвы и Восточной Пруссии. Огнём орудия он неоднократно способствовал продвижению вперёд стрелковых подразделений и нанёс большой урон врагу.

## Биография

### До призыва на военную службу
Родился 26 сентября 1924 года в деревне Вильгурт (Выльгурт) Глазовского уезда Вотской автономной области РСФСР СССР (ныне территория муниципального образования «Турецкое» Балезинского района Удмуртской Республики) в крестьянской семье Ивана Фёдоровича и Фёклы Филипповны Дмитриевых. Удмурт.
Как и многие крестьянские дети, Алексей Иванович рано приобщился к труду, помогая родителям по хозяйству и в колхозе. Школы в деревне не было, и учиться подросток начал поздно. В 1939 году он окончил 5 классов неполной средней школы в соседнем селе Турецкое, начал работать в колхозе. После начала Великой Отечественной войны устроился на железную дорогу, на станцию Балезино. Как железнодорожник имел бронь, но летом 1942 пришла похоронка на отца, погибшего на Смоленщине, и Алексей Иванович сам пришёл в военкомат и написал заявление об отправке на фронт. В августе 1942 года Балезинским районным военкоматом Удмуртской АССР он был призван в ряды Рабоче-крестьянской Красной Армии.

### На фронтах Великой Отечественной войны
На фронт Дмитриев попал не сразу. Сначала он прошёл обучение в артиллерийской школе, приобрёл воинскую специальность командира орудия. В январе 1943 года его в звании младшего сержанта направили в действующую армию, на Южный фронт. Алексей Иванович стал наводчиком артиллерийского орудия 9-го гвардейского стрелкового полка 3-й гвардейской стрелковой дивизии. По-настоящему первое боевое крещение он принял в июле 1943 года на Миус-фронте. 23 числа в бою у села Андреевка Снежнянского района Сталинской области он был тяжело ранен и почти пять месяцев провёл в госпитале. В декабре 1943 года Дмитриев вернулся в свой полк и был назначен командиром расчёта 45-миллиметровой пушки.
До весны 1944 года 3-я гвардейская стрелковая дивизия занимала позиции по левому берегу Днепра в районе Каховки. Затем она была переброшена на Перекопский перешеек, в район колхоза имени Будённого Красноперекопского района Крымской АССР, где начала подготовку к операции по освобождению Крымского полуострова. 8 апреля 1944 года при прорыве немецкой обороны севернее Армянска гвардии младший сержант А. И. Дмитриев, находясь в боевых порядках 3-го стрелкового батальона, под ураганным огнём противника смело двигал своё орудие вслед за пехотой и точной стрельбой подавлял огневые средства врага. В ходе стремительной атаки он уничтожил 2 станковых пулемёта и до 15 вражеских солдат, чем способствовал захвату немецких траншей. Преследуя отступающего врага, гвардейцы майора В. М. Дацко на его плечах ворвались в Армянск и через 6 часов полностью освободили его от войск противника. Продолжая поддерживать огнём наступающую пехоту, Дмитриев со своим расчётом одним из первых вышел к Ишуньским позициям немцев. После трёхдневных ожесточённых боёв сопротивление врага было сломлено. 9-й гвардейский стрелковый полк в ходе штурма перекопско-ишуньских укреплений уничтожил 72 пулемёта, 11 пушек и до 700 солдат и офицеров вермахта. Свой вклад в разгром противника внёс и гвардии младший сержант А. И. Дмитриев.
Взломав линию обороны немцев на Перекопском перешейке, 3-я гвардейская стрелковая дивизия устремилась в прорыв. Действуя в составе передового подвижного отряда дивизии под командованием гвардии капитана В. Т. Стебунова, вошедшего в подвижной механизированный отряд подполковника Л. И. Пузанова, Алексей Иванович со своими бойцами 12 апреля прикрывал переправу советских подразделений через реку Чатырлык, а на следующий день принимал участие в освобождении Евпатории. К концу апреля 1944 года дивизия гвардии генерал-майора К. А. Цаликова была переброшена под Севастополь. В ходе начавшегося 5 мая генерального штурма города гвардии младший сержант А. И. Дмитриев поддерживал огнём наступление стрелковых подразделений в направлении сильно укреплённой высоты Сахарная Головка. Когда путь пехоте преградил вражеский ДОТ, Алексей Иванович смело выдвинул орудие на прямую наводку и открыл стрельбу по огневой точке. После нескольких пристрелочных выстрелов ему удалось послать снаряд точно в амбразуру. Внутри ДОТа сдетонировал боекомплект, и бронеколпак разлетелся вдребезги. Пехота продолжила наступление. 9 мая Севастополь был освобождён, а три дня спустя остатки 17-й армии капитулировали на мысе Херсонес.

### Орден Славы III степени
После освобождения Крыма 3-я гвардейская стрелковая дивизия была выведена в резерв Ставки Верховного Главнокомандования. В конце июня соединение принял полковник Г. Ф. Полищук, который командовал им до конца войны. Уже к 5 июля 1944 года дивизия прибыла на 1-й Прибалтийский фронт. Вступив в бой за мощный опорный пункт противника Поставы в Витебской области, она своими действиями способствовала его взятию частями 145-й стрелковой дивизии.
С подходом основных сил 2-й гвардейской армии гвардейцы Полищука стремительным маршем продвинулись вглубь территории Литовской ССР и к 15 июля вышли на рубеж реки Свенты, откуда перешли в наступление в рамках второго этапа Шяуляйской операции. 22 июля в бою за город Каварскас командир орудия противотанковой обороны гвардии младший сержант А. И. Дмитриев, демонстрируя образцы мужества и отваги, выдвинул свою сорокопятку на линию огня и точными выстрелами поразил две огневые точки противника, дав пехоте возможность продвинуться вперёд. В ходе дальнейшего наступления Алексей Иванович находился непосредственно в боевых порядках стрелкового батальона и неоднократно своими умелыми действиями способствовал выполнению боевых задач. 23 июля он метким выстрелом уничтожил мешавший продвижению подразделения станковый пулемёт врага вместе с расчётом, чем содействовал взятию опорного пункта немцев местечка Тавяны. В последующие дни операции гвардии младший сержант Дмитриев принимал участие в прорыве немецкой обороны на реке Невяже и закреплении плацдарма на её правом берегу севернее города Кейданы.
За доблесть и мужество, проявленные в боях, приказом от 15 августа 1944 года Алексей Иванович был награждён орденом Славы 3-й степени (№ 200892).

### Орден Славы II степени
До начала октября 1944 года 3-я гвардейская стрелковая дивизия вела оборонительные бои под Шяуляем на рубеже Виндавского канала. К началу Мемельской операции она заняла позиции на левом берегу реки Дубисы восточнее города Кельмы, являвшегося мощным узлом сопротивления немцев. 5 октября подразделения 9-го гвардейского стрелкового полка под командованием гвардии подполковника П. А. Новикова форсировали водную преграду и в ходе разведки боем быстро продвинулись вглубь вражеской территории на 3-4 километра. Противник контратаковал, бросив в бой несколько танков, но эффективно применять бронетехнику немцам мешали заболоченная местность и советская артиллерия. В ходе ожесточённого боя гвардейский расчёт А. И. Дмитриева сумел подбить два вражеских танка. На следующий день, совершив дерзкий обходной манёвр через минные поля и инженерные заграждения противника, гвардейцы подполковника Новикова неожиданно для врага форсировали реку Кражанте и вышли на южную окраину города Кельмы. В ходе боя за опорный пункт врага расчёт гвардии младшего сержанта Дмитриева огнём прямой наводкой уничтожил 4 пулемётные точки и много живой силы немцев. Действия 9-го гвардейского стрелкового полка нарушили планы неприятеля по обороне города. Потеряв свыше 420 солдат и офицеров убитыми, противник начал отступление. Тем временем, недалеко от городской окраины передовой отряд 13-го гвардейского стрелкового корпуса в составе 2-х танков 89-й танковой бригады и 20 автоматчиков под общим командованием лейтенанта Д. О. Яремчука, захватив 100-тонный железобетонный мост через Краженте, уже в течение 12 часов вёл неравный бой с врагом. Перекатывая орудие руками, расчёт Дмитриева одним из первых пришёл на помощь. Открыв прицельный огонь по неприятелю, артиллеристы уничтожили не менее 15 немецких солдат. Подоспевшая пехота завершила разгром врага.
Овладев во взаимодействии с частями 16-й стрелковой дивизии городом Кельмы, 3-я гвардейская стрелковая дивизия продолжила наступление на тильзитском направлении. 10 июля она пересекла советско-германскую границу и вступила в Восточную Пруссию. Враг на своей территории оказывал особенно упорное сопротивление, и каждый населённый пункт приходилось брать с боем. Только 21 октября подразделения дивизии сумели овладеть крупным опорным пунктом противника городком Погеген и прочно закрепиться на северном берегу реки Неман. За отличие в Мемельской операции приказом от 21 декабря 1944 года гвардии младший сержант А. И. Дмитриев был награждён орденом Славы 2-й степени (№ 4402). Вскоре ему было присвоено звание гвардии сержанта.

### Орден Славы I степени
В декабре 1944 года 2-я гвардейская армия была передана 3-му Белорусскому фронту. В преддверии Восточно-Прусской операции 3-я гвардейская стрелковая дивизия заняла исходное положение юго-восточнее города Гумбиннен. Участвуя в наступательных боях с 21 по 26 января 1945 года, личный состав 9-го гвардейского стрелкового полка под командованием гвардии подполковника П. А. Новикова не раз демонстрировал «образцы мужества, отваги и уменье ломать долговременную, глубоко эшелонированную оборону противника и уничтожать его живую силу и технику». За шесть дней гвардии сержант А. И. Дмитриев со своим орудием прошёл с боями в составе полка более 110 километров, участвовал в прорыве оборонительной линии немцев на реке Роминте в районе населённого пункта Гирнен, взламывал Ангераппский оборонительный рубеж врага севернее Даркемена, штурмовал сильно укреплённые опорные пункты неприятеля Гросс-Бретшкемен и Кунигелен. 26 января 3-й гвардейская стрелковая дивизия прорвала немецкую оборону долговременного типа на рубеже Пентлак—Норденбург и, выйдя в тыл немцам, вынудила их оставить крупный населённый пункт Норденбург, после чего на плечах отступающего врага форсировала Мазурский канал.
В дальнейшем дивизия гвардии полковника Г. Ф. Полищука в составе 2-й гвардейской армии вела тяжёлые бои по ликвидации хейльсбергской группировки противника, прорываясь к заливу Фрише-Хафф общим направлением на Хайлигенбайль. Противник, пытаясь сохранить за собой сухопутные коммуникации, связывавшие его с кёнигсбергской группировкой, предпринимал яростные контратаки. 2 марта 1945 года немцы, заняв выгодные позиции у высоты 122,2 близ населённого пункта Оттен, неожиданно атаковали находившиеся на марше подразделения 9-го гвардейского стрелкового полка. Попав под шквальный пулемётный и автоматный огонь, советская пехота начала отступать. Стремясь развить успех, неприятель бросил в бой танки, но на их пути встала батарея 45-миллиметровых пушек, обязанности наводчика которой исполнял гвардии сержант А. И. Дмитриев. Заняв огневые позиции между деревянными и кирпичными сараями, артиллеристы встретили немецкую бронетехнику плотным огнём и вынудили её отступить. Однако немцы засекли батарею и нанесли по ней мощный артиллерийский удар. Два орудия из трёх были разбиты, из личного состава в строю остались только недавно прибывший в полк лейтенант Шилов и гвардии сержант Дмитриев. Вдвоём они перекатили уцелевшую пушку на новую позицию под защиту кирпичной стены полуразрушенного хозяйственного строения и стали ждать второй атаки. Скоро из-за высоты снова появились немецкие танки. Сколько их было — десять или пятнадцать — Алексей Иванович не считал. С расстояния 800—900 метров лёгкая сорокопятка не могла причинить вражеским машинам большого вреда, но важно было выиграть время до подхода основных сил дивизии. Рассчитывая на психологический эффект, Дмитриев открыл по танкам беглый огонь. Решение оказалось верным. Не желая испытывать броню на прочность, немецкие танкисты увели свои машины с линии огня и укрылись за деревянным строением. Артиллеристы хорошо понимали, что враг на этом не остановится и будет искать возможность обойти их огневую позицию. Пришлось им разделиться: лейтенант Шилов забрался на чердак сарая, откуда хорошо просматривалась прилегающая местность, а сержант Дмитриев встал за панораму. Уже скоро офицер дал первую отмашку, и Алексей Иванович увидел в прицел борт выскочившего из укрытия немецкого танка с автоматчиками на броне. От двух точных попаданий вражеская машина завертелась на месте и загорелась. Через несколько секунд артиллеристы таким же образом подожгли ещё один немецкий танк. Но вот из-за сарая выскочили сразу две бронированные машины, которые, стреляя на ходу, помчались в сторону орудия. Алексей Иванович был ранен осколком снаряда, но продолжал действовать быстро и уверенно. Третий по счёту танк он остановил точным попаданием в гусеницу, а у четвёртого от удара снарядом заклинило башню. Тем временем, ободрённая успешными действиями артиллеристов советская пехота обратила в бегство немецких автоматчиков. Это решило исход боя. Оставшись без прикрытия своей пехоты, немецкие танкисты отступили за высоту. Дмитриев же, пока силы окончательно не покинули его, продолжал вести огонь по бегущему неприятелю, успев уничтожить свыше 15 солдат вермахта. Вскоре подошедшие к месту боя основные силы дивизии выбили противника с высоты 122,2, а ослабевшего от потери крови гвардейца-артиллериста эвакуировали в госпиталь.
16 марта 1945 года новый командир полка гвардии подполковник Н. Г. Кургузов за доблесть и мужество, проявленные в бою у населённого пункта Оттен, представил гвардии сержанта А. И. Дмитриева к ордену Славы 1-й степени. Высокая награда была присвоена Алексею Ивановичу указом Президиума Верховного Совета СССР от 19 апреля 1945 года, но она нашла его только через 19 лет: орден Славы 1-й степени (№ 2620) был вручён ветерану в торжественной обстановке 23 февраля 1964 года.

### После войны
После войны А. И. Дмитриев продолжал службу в армии до февраля 1947 года. В запас он уволился в звании гвардии старшины. Некоторое время жил в родной деревне, затем перебрался в Ижевск. Работал на металлургическом заводе. В 1949 году переехал на Урал, в город Серов, где разворачивалось строительство Серовской ГРЭС и посёлка для работников станции. Трудился каменщиком в управлении «Серовэнергострой». Был передовиком производства, за добросовестный труд неоднократно поощрялся грамотами и ценными подарками. Умер Алексей Иванович 15 сентября 1981 года (по другим данным 15 сентября 1980 года). Похоронен в городе Серове на кладбище посёлка Энергетиков.

## Награды

Мемориальная доска на проходной завода «Ижсталь»

- Орден Славы 1-й степени (19.04.1945)[26];
- орден Славы 2-й степени (21.12.1944)[18];
- орден Славы 3-й степени (15.08.1944)[16];
- медали, в том числе:

медаль «За отвагу» (05.07.1944);
медаль «За победу над Германией в Великой Отечественной войне 1941-1945 гг.»;
юбилейная медаль «Двадцать лет Победы в Великой Отечественной войне 1941—1945 гг.»;
юбилейная медаль «Тридцать лет Победы в Великой Отечественной войне 1941—1945 гг.».

## Память
Имя А. И. Дмитриева увековечено на мемориальной доске, установленной на проходной завода «Ижсталь» в Ижевске.

## Документы
- Общедоступный электронный банк документов «Подвиг Народа в Великой Отечественной войне 1941—1945 гг.» Дата обращения: 4 марта 2015. Архивировано из оригинала 11 мая 2017 года.

Представление к ордену Славы 1-й степени.
Указ Президиума Верховного Совета СССР от 19 апреля 1945 года.
Орден Славы 2-й степени.
Орден Славы 3-й степени.
Медаль «За отвагу».